# Santopadre
Santopadre és un comune (municipi) de la província de Frosinone, a la regió italiana del Laci.
A 1 de gener de 2019 tenia 1.297 habitants.